# Cheloppia
Cheloppia är ett släkte av kvalster. Cheloppia ingår i familjen Oppiidae.
Kladogram enligt Catalogue of Life:
| Cheloppia | \| \| Cheloppia americana \| \| \| \| \| \| Cheloppia hyalina \| \| \| \| |
|           | \| \| Cheloppia americana \| \| \| \| \| \| Cheloppia hyalina \| \| \| \| |
|           | Cheloppia americana                                                       |
|           |                                                                           |
|           | Cheloppia hyalina                                                         |
|           |                                                                           |